# Нейсбитт, Джон
Джон Нейсбитт (англ. John Naisbitt, 15 января 1929, Солт-Лейк-Сити, США — 8 апреля 2021) — американский писатель и футуролог. Он известен международными бестселлерами «Мегатенденции» и «Переизобретение корпорации», написанными в соавторстве с супругой Патрицией Эбурдин. Книга «Мегатенденции» («Megatrends») была опубликована в 1982 году в 57 странах и продана тиражом свыше 9 млн экземпляров, что сразу сделало Нейсбитта одним из самых известных футурологов.

## Биография
Вырос в городе Гленвуд, штат Юта, и учился в университетах Гарварда, Корнелла и Юты. Приобрел опыт ведения бизнеса работая в IBM и Eastman Kodak. В мире политики был помощником члена комиссии по вопросам образования при президенте Джоне Кеннеди и специальным помощником секретаря департамента здравоохранения и социальных служб США Джона Гарднера во время администрации Линдона Джонсона.
Он покинул Вашингтон в 1966 году и присоединился к издательству учебных материалов Science Research Associates (SRA), которое располагалось в Чикаго. В 1968 году он основал свою собственную компанию, Urban Research Corporation.
В 1982 году Нейсбитт опубликовал книгу «Мегатенденции» (англ. Megatrends) ставшую бестселлером. За 2 года было продано более 14 миллионов копий в 57 странах. Wall Street Journal назвал работу Джона Нейсбитта «триумфально полезной… сориентированной во всех направлениях и придающей нам смелости делать то же самое».
В 2007 году основал Naisbitt China Institute, некоммерческое независимое исследовательское учреждение, изучающее социальные, культурные и экономические преобразования Китая, расположенное в Тяньцзиньском университете.
В 2009 году Нейсбитт опубликовал книгу China’s Megatrends, в которой анализируется подъем Китая. Был советником по вопросам развития сельского хозяйства при королевском правительстве Таиланда, приглашенным научным сотрудником Гарвардского университета, приглашенным профессором МГУ, преподавателем Нанкинского университета в Китае, является заслуженным международным научным сотрудником Института стратегических и международных исследований Малайзии.

## Сочинения
- Нейсбитт Дж., Эбурдин П. Что нас ждет в 90-е годы. Мегатенденции. Год 2000. — М.: Республика, 1992. — 416 с. ISBN 5-250-01734-7